# 所羅門·萊夫謝茨

所罗门·莱夫谢茨的照片

所羅門·萊夫謝茨（英語：Solomon Lefschetz，1884年9月3日—1972年10月5日），美國數學家。他在代数拓扑方面做出了開創性的工作，並將這方面的理論應用到代數幾何及非線性常微分方程（non-linear ordinary differential equation）的研究。

## 生平
萊夫謝茨出生於莫斯科，是猶太人（他的雙親是土耳其公民）。出生沒多久就搬家至巴黎。他在巴黎中央理工學院接受工程教育。在1905年移民至美國。
1907年，因一場嚴重的意外，萊夫謝茨失去了雙手。而後他開始轉向研習數學，1911年時，自位於麻薩諸塞州伍斯特的克拉克大學獲得數學博士學位，研究方向是代數幾何。 他接著在內布拉斯卡大學、坎薩斯大學任教。1924年他轉往普林斯頓大學任教，不久即獲得終身職。
1924年，因在數學分析領域的工作，他獲得波赫紀念獎。
萊夫謝茨不動點定理是拓扑學中一個重要結果。
1928年至1958年間他出任Annals of Mathematics的主編。在這段時期，Annals逐漸成為一份著名的學術期刊，在這其中，萊夫謝茨的努力是不可抹滅的。 Annals一刊地位的提升，正反映了美國數學的進步。

## 參看
- Lefschetz connection
- 萊夫謝茨超平面定理
- 萊夫謝茨對偶
- 萊夫謝茨流形
- 萊夫謝茨數

## 外部連結
- 約翰·J·奧康納; 埃德蒙·F·羅伯遜, ,  （英语）
- 所羅門·萊夫謝茨在數學譜系計畫的資料。
- "Fine Hall in its golden age: Remembrances of Princeton in the early fifties" by Gian-Carlo Rota. （页面存档备份，存于） Contains a lengthy section on Lefschetz at Princeton.